# LaCapaGira
LaCapaGira (La cap'aggíre en barés) és una pel·lícula italiana del 1999, dirigida per Alessandro Piva, que va debutar com a director. Gràcies a aquest primer treball seu, presentat al Festival Internacional de Cinema de Berlín, Piva va ser guardonat com a millor director debut de l'any pels dos grans premis de cinema italià, David di Donatello i Nastri d'argento.

## Argument
A la província de Bari un grup de petits delinqüents es dedica al contraban de droga i cigarrets i a la gestió d'una sala de video-pòquer (aleshores il·legal). Una càrrega de cocaïna d'Albània es perd durant un desembarcament d'immigrants il·legals i Nino Carrarmato, el cap de la banda, encarrega a Minuicchio i Pasquale la recerca. Després del descobriment, els dos també preparen les dosis i les entreguen al bar que gestionen, en representació del mateix Carrarmato, Sabino i Pinuccio.

## Repartiment
- Dino Abbrescia: Minuicchio
- Paolo Sassanelli: Pasquale
- Mimmo Mancini: Nino Carrarmato
- Dante Marmone: Sabino
- Mino Barbarese: Pinuccio
- Teodosio Barresi: Peppino
- Nicola Pignataro: Nicola
- Pinuccio Sinisi: Lillino
- Tiziana Schiavarelli: Senyora Nina, dona de Lillino
- Flamour Bea: el missatger albanès
- Gianni Giannotti: el "taxista" albanès.
- Michele Partipilo: client que surt de l'armari
- Antonello Di Marzio: un client
- Aurelia Bianco: un client
- Manrico Gammarota: Mariscal dels Carabinieri
- Emanuele Quintavalle: Magrelli
- Fiorenza Calabrese: amant de Carrarmato
- Rosalba Partipilo: Maria, germana de Carrarmato
- Marco Morgese: dit petit
- Francesco Pizzi: client enfurismat
- Francesco Fiore: tècnic de vídeo pòquer
- Maurizio Ficele: vigilant
- Vincenzo Russo: primer fill
- Giordano Marmone: segon noi
- Nadal Cucumazzo: dependent de la pastisseria (croissants)
- Andrea Piva: noi en vespa
- Mingo De Pasquale: client
- Pino Maiorano: client
- Michele Quintavalle: client
- Enzo Strippoli: client
- Feiza Shaban: venedor de parades
- Hysenay Mustem: venedor ambulant
- Anna Arbore: noia a Mercedes
- Rossella Donvito: noia en Mercedes
- Mattia Pellecchia: amiga de les noies
- Michele Saliano: la pacificadora
- Lucio Zagaria: lladre
- Franco Belviso: lladre
- Giuseppe Costantiello: treballador de demolició de cotxes
- Mimmo Zampieri: encarregat de benzinera

## Ambientació
Durant el rodatge es poden observar alguns llocs típics de la ciutat d'Apulia: els lungomare, Corso Vittorio Emanuele, Corso Sonnino, els barris formats per habitatge públic, San Giorgio amb el al fons els edificis de Punta Perotti posteriorment enderrocats a causa de coneguts esdeveniments mediambientals, els carrerons de Bari Vecchia i el pas inferior de la Via Brigata Bari.

## Anàlisi
Actuada amb diàlegs en barés estricte, que feia que els subtítols fossin necessaris fins i tot per a la seva distribució als cinemes italians, la pel·lícula es pot considerar sens dubte un fresc vàlid de l'inframón criminal de la província de Bari, com a formes d'acció i mètodes de comportament. caracteritzant l'inframón local, però en particular el "suburbà" dels suburbis. En els diàlegs hi ha moltes dites típiques de Bari.

## Notícies
El 30 d'agost de 2020, amb motiu de la cloenda de l'onzè Bif&st, es va presentar la versió restaurada per la Cineteca di Bologna.

## Reconeixements
- David di Donatello 2000: millor director novell
- Nastri d'argento 2000:[5]
  - millor direcció novell
  - millor productor
  - millor muntatge
- Ciak d'oro 2000: Millor opera prima